# Зверобой египетский
Зверобо́й еги́петский (лат. Hypericum aegypticum) — растение из рода Зверобой (Hypericum) семейства Зверобойные (Hypericaceae). По данным сайта The Plant List статус вида Hypericum aegypticum является неопределённым.

## Описание
Небольшой вечнозеленый кустарник высотой 40 - 60 см. Листья без трихом. Произрастает на скалах и морских утёсах. Эфирное масло обладает антимикробными свойствами, в его состав входят терпены α-пинен и β-пинен, флавоноиды рутин, гиперозид и кверцетин, а также хлорогеновая и кофейная кислоты

## Классификация и распространение
Выделяют три подвида: Hypericum aegypticum aegypticum распространён в Ливии, Hypericum aegypticum maroccanum отмечен в Алжире и Марокко, а также Hypericuma egypticum webbii встречается на средиземноморском побережье Европы: Греции, Италии (Сардиния, Сицилия) и на Мальте.

### Синонимы
По данным сайта The Plant List.
- Elodea russegeri (Fenzl) Walp.
- Elodes aegyptica (L.) Kimura
- Elodes russeggeri (Fenzl) Greuter
- Hypericum heterostylum Parl.
- Hypericum webbii Nyman
- Triadenia aegyptiaca Boiss.
- Triadenia microphylla Spach